# J. W. Pepper
J. W. Pepper & Son, Inc. 是一家來自美國的樂譜零售發行商，總部位於賓夕法尼亞州埃克斯頓。 該公司是世界上最大的樂譜零售商，其目錄中擁有超過75萬種曲目。 J.W.Pepper 的客戶主要來自學校和教會。

## 歷史
詹姆斯·威爾斯·佩珀(James Welsh Pepper) （1853-1919） 是一個美國音樂發行商和音樂製造商。
1876年， 在他的家鄉創辦了一家出版社，印刷音樂教程書籍和一本名為《音樂時報》的雜誌，該雜誌於1912年停刊。1910年，他以自己的名字創建了J. W. Pepper公司。佩珀在此前一直從事生產鼓類樂器，直至1910年J. W. Pepper & Son公司成立後不久才停產。佩珀也被認為是苏沙号的發明者，儘管這個說法有爭議。

## 公司情況
J. W. Pepper公司在美國德克薩斯州聖安東尼奧擁有一家零售店以及兩個專門負責訂單履行和運輸的配送中心。從 1984年，公司總部遷移至位於 賓夕法尼亞州保利； 2013年10月，公司總部再度搬遷至賓夕法尼亞州艾克斯頓。